# Gojko Cimirot
Gojko Cimirot (* 19. Dezember 1992 in Trebinje) ist ein bosnisch-herzegowinischer Fußballspieler. Er spielt in Saudi-Arabien bei al-Fayha FC auf der Position des defensiven Mittelfeldspielers.

## Vereine
In seiner Jugend spielte Cimirot bei Leotar Trebinje, einem Verein aus seiner Geburtsstadt. Zur Saison 2013/14 wechselte er für zwei Jahre zum FK Sarajevo. Nach zwei Jahren wechselte er nach Griechenland zu PAOK Thessaloniki.
Im Januar 2018 erfolgte ein Wechsel zum belgischen Verein Standard Lüttich. In der Saison 2021/22 bestritt er 24 von 34 möglichen Ligaspielen sowie zwei Pokalspiele für Standard. In der nächsten Saison waren es 36 von 40 möglichen Ligaspielen und zwei Pokalspiele. Nach Ende der Saison gab Standard bekannt, dass er den zum Saisonende ablaufenden Vertrag nicht verlängerte.
Mitte Juli 2023 unterschrieb er beim saudi-arabischen Verein al-Fayha FC einen Vertrag mit einer Laufzeit von zwei Jahren.

## Nationalmannschaft
Cimirot bestritt für die U21-Auswahl von Bosnien-Herzegowina einige Freundschaftsspiele sowie Qualifikationsspiele zur U21-Europameisterschaft. Bei der A-Auswahl gehört er nicht beständig zum Kader. Er stand bei einem Teil der Qualifikationsspiele zur Fußball-Weltmeisterschaft 2018 auf dem Platz. Zu einer Teilnahme an einer WM kam es mangels Qualifikation der bosnisch-herzegowinische Nationalmannschaft nicht.

## Erfolge
FK Sarajevo
- bosnisch-herzegowinischer Meister: 2014/15
- Gewinner bosnisch-herzegowinischer Fußballpokal: 2013/14

PAOK Thessaloniki
- griechischer Pokalsieger: 2016/17

Standard Lüttich
- belgischer Pokalsieger: 2017/18